# 涔水
涔水，有名涔水河，长江水系洞庭湖水系河流澧水的一条支流。

## 流域
北魏郦道元《水经注》上载：“澧九水，曰温、曰渫、曰黄、曰茹、曰道、曰溇、曰澹、曰涔，总名曰澧”，澧水干流及其上述八条支流也被成为“九澧”。其中涔水是澧水较大一条的一级支流，在澹水以北。《楚辞》中“望涔阳之极浦”中的“涔”便是指涔水。
涔水原属澧水水系，根据新的水系划分属西洞庭湖水系。涔水全长114公里，流域面积1188平方公里，河流坡降0.774‰，流经石门县新铺镇，澧县码头铺镇、王家厂镇、大堰垱镇、梦溪镇、涔南镇、如东镇，津市市汪家桥街道、涔澹农场，最终在澧县小渡口镇流入澧水。涔水的集雨面积在澧水流域内仅次于溇水、渫水和道水，排名第四。
涔水源头有南、北二脉：北源发源于澧县西北边境的毛司洞，东流经东门、甘溪至闸口注入王家厂水库；南源发源于石门县境内的偏山山麓，自西向东流，至张家湾之前的河段也被称为“大沟”，后经张家湾、土桥铺、老马垱、双堰堤、樟树包流入澧县，后折向东北流淌经码头铺，左合马头铺溪后注入王家厂水库。涔水两源在王家厂水库汇集后，向东南流经大堰垱，再东流至合同铺，绕涔澹农场的北部与东部边境，南下至伍公咀与澹水汇流，又南流六公里最终在小渡口与澧水干流汇合。
涔水在石门县县境内流程14公里，流域面积76.53平方公里。

## 支流
涔水支流有龙洞峪等。龙洞峪发源于相家界，河长21.1公里，流域面积46.3平方公里。

## 物产
涔水自张家湾以东沿河两侧为燕子坪，盛产稻谷、小麦。涔水中生活有翘嘴鲌、罽花鱼、鲤鱼、鲫鱼、刁子、麦穗鱼、鳑鲏、虾虎鱼、河虾等。2020年，澧县大堰垱镇戴家河村村民还曾在涔水中发现野生大鲵。

## 水利
1963年，于涔水上游羊古庄建成王家厂水库，该水库控制流域面积462平方公里，总库容2.52亿立方米，设计灌溉面积28万亩，设计发电装机容量3×1360千瓦。
2022年10月，在澧县小渡口镇与津市交界的涔水、澧水汇流处，建成小渡口泵站，2024年首次正式投用。小渡口泵站启动泵站机组进行外排后，能有效保障涔水澧县、津市、临澧段及涔澹农场的防汛安全。

## 航运
王家厂水库大坝无通航设施，水库回水区的球山至西家坡段、枞杨至西家坡段可通航30吨以内船只。西家坡至青泥潭间的32公里河段，河道在枯水期会因水库截流而断流，河床陆续被垦殖，已完全断航。青泥潭至小渡口的48公里河道虽然能通航25吨至30吨的船只，但因为建设有五公咀、小渡口两道无通航设施的水闸，只能分段航行。

## 环境保护
2018年10月17日至2019年5月31日，澧县对位于该县大堰垱镇熊家湾村的涔河熊家湾北三撇入河口进行湿地建设及生态修复。该项目涉及涔水干流和北三撇高排渠，通过对通过对附近小学、居民小区以及散户的生活污水进行治理改善入河水质，并通过建设与修复生态滨水绿地，将该区域建成为滨水开放空间。

## 备注
1. ↑  涔澹农场因被澧水支流涔水、澹水环抱而得名，即湖南省津市监狱[4]
2. ↑  一说起源于偏山南麓黑天坑[7]